# Myrtoideae
Las mirtoideas (Myrtoideae) son una subfamilia de plantas arbóreas de la familia Myrtaceae. Se divide, a su vez, en 15 tribus.

## Tribus
- Backhousieae
- Chamelaucieae
- Eucalypteae
- Kanieae
- Leptospermeae
- Lindsayomyrteae
- Lophostemoneae
- Melaleuceae
- Metrosidereae
- Myrteae
- Osbornieae
- Syncarpieae
- Syzygieae
- Tristanieae
- Xanthostemoneae